# Carles III de Lorena

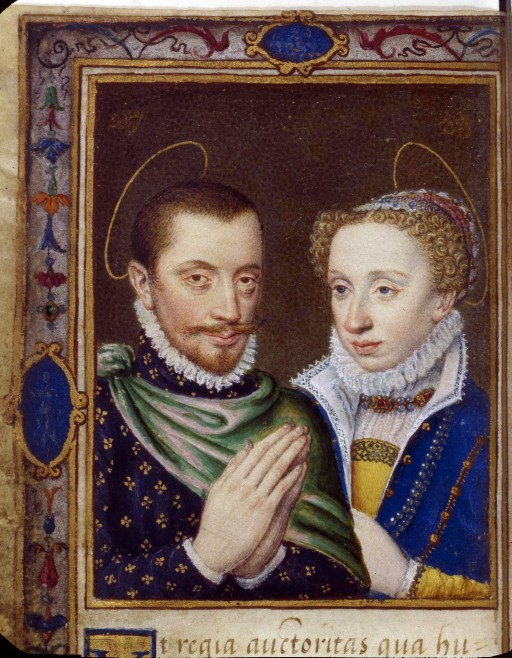
Carles III i la seva dona Clàudia que representa els seus sants protectors

Carles III de Lorena (Nancy, 18 de febrer de 1543 - ibídem 14 de maig de 1608) fou duc de Lorena i de Bar. Era fill de Francesc I de Lorena, fillol del rei de França homònim, i de Cristina de Dinamarca, neboda de l'emperador Carles V del Sacre Imperi Romanogermànic. La seva mare Cristina i el seu oncle el bisbe de Metz Nicolau de Mercoeur van ser declarats conjuntament regents.
En tant que descendent de Gerard d'Alsàcia, hauria hagut de ser "numerat" Carles II de Lorena, però els historiadors lorenesos, volent establir la legitimitat dels ducs de Lorena i dels seus cosins els Guisa i lligar-los directament als carolingis, van incloure en la llista dels ducs el carolingi Carles (mort el 991), duc de la Baixa Lotaríngia.

## Biografia

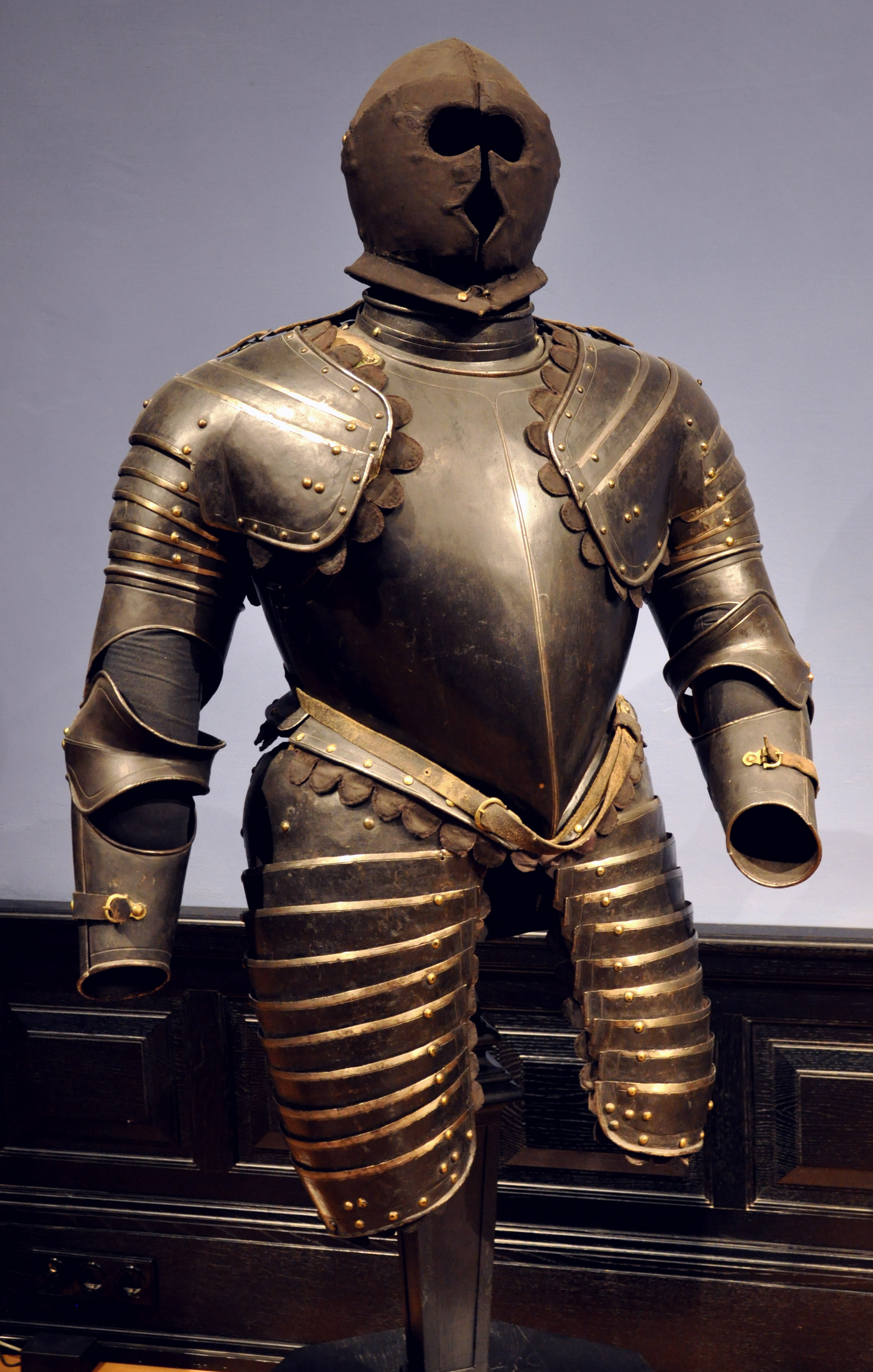
Armadura de Carles III, conservada a Viena

Va succeir al seu pare el 12 de juny de 1545, en principi sota la regència de la seva mare i del seu oncle, després el 1552 només sota la del seu oncle, Nicolau de Lorena, comte de vaudémont i futur duc de Mercoeur.
A partir de 1552, el rei de França Enric II, en el transcurs del seu "viatge d'Alemanya" que li permet imposar la seva tutela als Tres Bisbats de Verdun, Metz i Toul, va passar per Nancy. Va apartar de la regència la duquessa vídua, Cristina de Dinamarca, neboda de l'emperador Carles V i austròfila i va confiar la totalitat del poder al príncep Nicolau que era francòfil. Es va emportar amb ell, malgrat l'esplèndida acollida rebuda i les llàgrimes de la duquessa, al jove Carles III que tenia 9 anys, per fer-lo criar a la cort de França i donar-li una educació conforme als interessos francesos.
El 1559 Carles III, de 16 anys es va casar amb Clàudia de França, filla no primogènita d'Enric II de França i de Caterina de Mèdici que en tenia 12, i fou en tal ocasió declarat major. El rei de França li va permetre des de llavors tornar als seus estats. El rei va morir poc després en el moment de les festes que celebraven el matrimoni de la seva filla gran amb el rei d'Espanya Felip II de Castella.
La jove parella ducal (28 anys entre els dos), seguits dels nous sobirans francesos, Francesc II de França i Maria I d'Escòcia, de la molt recent reina Isabel d'Espanya (que tenia la mateixa edat que els sobirans lorenesos) i de la cort de França, van entrar a Nancy l'octubre de 1559, però per afirmar el seu poder, es va negar a prestar el tradicional jurament de respectar els drets i privilegis dels tres ordres. Tres anys més tard, el 1562, el duc va ser obligat de fer-ho quan va demanar als Estats de Lorena una ajuda financera.
Va continuar d'altra banda, a semblança dels seus predecessors, a mantenir una estricta neutralitat entre França i l'Imperi, malgrat el pas a través dels ducats de tropes franceses anant a prestar ajuda als hugonots alemanys i les de les tropes espanyoles catòliques que anaven del Franc Comtat als Països Baixos.
Profundament catòlic, va tenir bones relacions amb els seus cunyats els reis de França fins al 1576, quan Enric III, que s'havia casat l'any precedent amb una cosina del duc, de nom Lluïsa de Lorena-Vaudémont, filla de l'ancià regent, va acordar la pau de Beaulieu amb els caps hugonots.
Sense entrar a la Santa Lliga (que era dirigida pels seus cosins els ducs de Guisa, va acollir a Nancy el 1580 els seus representants en assemblea general. El 1584 va morir el duc d'Alençon, cunyat del duc de Lorena, germà segon i sobretot hereu del rei de França.
L'hereu del tron de França fou  el rei de Navarra que era protestant. Carles, príncep sobirà del segle xvi, no podia acceptar que un hugonot pogués ser rei de França. És en aquesta època que Francesc de Poncelles, un arxidiaca del bisbat de Toul, va publicar un llibre en el qual afirmava que la casa de Lorena era procedent dels últims carolingis, el que va permetre a Carles III formular la seva candidatura al tron de França.
El 1589, Enric III va morir assassinat no sense haver designat obertament el seu cosí "de Navarra" com a successor (però demanant-li que torni al catolicisme). Carles III es va incorporar llavors a la Lliga.
La guerra va esclatar de nou i el protestant Enric de la Tour d'Auvergne, vescomte de Turena, va destrossar el nord del ducat, però Carles III va derrotar Enric de Montpensier a la batalla de Craon el 25 de maig de 1592. La pau no va tornar més que amb el tractat de Saint-Germain-en-Laye el 16 de novembre de 1594, quan Enric IV, retornat al catolicisme, va ser coronat a Chartres. La pau va ser segellada pel matrimoni de Caterina de Borbó, germana d'Enric IV, i ardent protestant, amb Enric II de Lorena, duc de Bar, fill i hereu molt catòlic de Carles III. Va rebre 2.700.000 lliures com a preu de la pau.
Malgrat els cinc anys de guerres de religió, el regnat de Carles III va ser una època de prosperitat i de desenvolupament.
Va fundar el 1572, conjuntament amb el cardenal Carles de Lorena (1524-1574), la universitat de Pont-à-Mousson i va fixar a partir de 1580 el començament de l'any a l'1 de gener. El 1590, va engrandir Nancy, creant totalment nova la "Ciutat Nova", quatre vegada més gran en superfície que la "Ciutat Vella", però fracassa a fer instal·lar un bisbat a Nancy, doncs França, mestressa dels Tres Bisbats, refusava la independència espiritual dels ducats lorenesos.
Aquest príncep va ser el benefactor del seu poble i el legislador del seu país; va fundar les ciutats de Clermont-en-Argonne, Stenay, i va fer el pla de la ciutat de Nancy.
Carles III va morir el 1608 a l'edat de 66 anys.
La pompa fúnebre de Carles III, l'una de les cerimònies més fastuoses del seu temps, comparada a la coronació d'un emperador germànic o a la consagració d'un rei de França, va ser objecte de gravats, avui exposats al Museu lorenès a Nancy.

## Família
|  |                                             |  |  |  |  |  |  |  |  |  |  |  |  |  |  |  |
|  | Ferri II de Vaudémont                       |  |  |  |  |  |  |  |  |  |  |  |  |  |  |  |
|  |                                             |  |  |  |  |  |  |  |  |  |  |  |  |  |  |  |
|  |                                             |  |  |  |  |  |  |  |  |  |  |  |  |  |  |  |
|  | Renat II de Lorena                          |  |  |  |  |  |  |  |  |  |  |  |  |  |  |  |
|  |                                             |  |  |  |  |  |  |  |  |  |  |  |  |  |  |  |
|  |                                             |  |  |  |  |  |  |  |  |  |  |  |  |  |  |  |
|  | Iolanda d'Anjou                             |  |  |  |  |  |  |  |  |  |  |  |  |  |  |  |
|  |                                             |  |  |  |  |  |  |  |  |  |  |  |  |  |  |  |
|  |                                             |  |  |  |  |  |  |  |  |  |  |  |  |  |  |  |
|  | Antoni de Lorena                            |  |  |  |  |  |  |  |  |  |  |  |  |  |  |  |
|  |                                             |  |  |  |  |  |  |  |  |  |  |  |  |  |  |  |
|  |                                             |  |  |  |  |  |  |  |  |  |  |  |  |  |  |  |
|  | Adolf de Gueldre                            |  |  |  |  |  |  |  |  |  |  |  |  |  |  |  |
|  |                                             |  |  |  |  |  |  |  |  |  |  |  |  |  |  |  |
|  |                                             |  |  |  |  |  |  |  |  |  |  |  |  |  |  |  |
|  | Felipa de Gueldre                           |  |  |  |  |  |  |  |  |  |  |  |  |  |  |  |
|  |                                             |  |  |  |  |  |  |  |  |  |  |  |  |  |  |  |
|  |                                             |  |  |  |  |  |  |  |  |  |  |  |  |  |  |  |
|  | Caterina de Borbó (vers 1440-1469)          |  |  |  |  |  |  |  |  |  |  |  |  |  |  |  |
|  |                                             |  |  |  |  |  |  |  |  |  |  |  |  |  |  |  |
|  |                                             |  |  |  |  |  |  |  |  |  |  |  |  |  |  |  |
|  | Francesc I de Lorena                        |  |  |  |  |  |  |  |  |  |  |  |  |  |  |  |
|  |                                             |  |  |  |  |  |  |  |  |  |  |  |  |  |  |  |
|  |                                             |  |  |  |  |  |  |  |  |  |  |  |  |  |  |  |
|  | Lluís I de Montpensier                      |  |  |  |  |  |  |  |  |  |  |  |  |  |  |  |
|  |                                             |  |  |  |  |  |  |  |  |  |  |  |  |  |  |  |
|  |                                             |  |  |  |  |  |  |  |  |  |  |  |  |  |  |  |
|  | Gilbert de Montpensier                      |  |  |  |  |  |  |  |  |  |  |  |  |  |  |  |
|  |                                             |  |  |  |  |  |  |  |  |  |  |  |  |  |  |  |
|  |                                             |  |  |  |  |  |  |  |  |  |  |  |  |  |  |  |
|  | Gabriela de La Tour                         |  |  |  |  |  |  |  |  |  |  |  |  |  |  |  |
|  |                                             |  |  |  |  |  |  |  |  |  |  |  |  |  |  |  |
|  |                                             |  |  |  |  |  |  |  |  |  |  |  |  |  |  |  |
|  | Renata de Borbó                             |  |  |  |  |  |  |  |  |  |  |  |  |  |  |  |
|  |                                             |  |  |  |  |  |  |  |  |  |  |  |  |  |  |  |
|  |                                             |  |  |  |  |  |  |  |  |  |  |  |  |  |  |  |
|  | Clara de Gonzaga                            |  |  |  |  |  |  |  |  |  |  |  |  |  |  |  |
|  |                                             |  |  |  |  |  |  |  |  |  |  |  |  |  |  |  |
|  |                                             |  |  |  |  |  |  |  |  |  |  |  |  |  |  |  |
|  | Carles III de Lorena                        |  |  |  |  |  |  |  |  |  |  |  |  |  |  |  |
|  |                                             |  |  |  |  |  |  |  |  |  |  |  |  |  |  |  |
|  |                                             |  |  |  |  |  |  |  |  |  |  |  |  |  |  |  |
|  | Cristià I de Dinamarca                      |  |  |  |  |  |  |  |  |  |  |  |  |  |  |  |
|  |                                             |  |  |  |  |  |  |  |  |  |  |  |  |  |  |  |
|  |                                             |  |  |  |  |  |  |  |  |  |  |  |  |  |  |  |
|  | Joan I de Dinamarca                         |  |  |  |  |  |  |  |  |  |  |  |  |  |  |  |
|  |                                             |  |  |  |  |  |  |  |  |  |  |  |  |  |  |  |
|  |                                             |  |  |  |  |  |  |  |  |  |  |  |  |  |  |  |
|  | Dorotea de Brandenburg-Külmbach             |  |  |  |  |  |  |  |  |  |  |  |  |  |  |  |
|  |                                             |  |  |  |  |  |  |  |  |  |  |  |  |  |  |  |
|  |                                             |  |  |  |  |  |  |  |  |  |  |  |  |  |  |  |
|  | Cristià II de Dinamarca                     |  |  |  |  |  |  |  |  |  |  |  |  |  |  |  |
|  |                                             |  |  |  |  |  |  |  |  |  |  |  |  |  |  |  |
|  |                                             |  |  |  |  |  |  |  |  |  |  |  |  |  |  |  |
|  | Ernest de Saxònia                           |  |  |  |  |  |  |  |  |  |  |  |  |  |  |  |
|  |                                             |  |  |  |  |  |  |  |  |  |  |  |  |  |  |  |
|  |                                             |  |  |  |  |  |  |  |  |  |  |  |  |  |  |  |
|  | Cristina de Saxònia (1461-1521)             |  |  |  |  |  |  |  |  |  |  |  |  |  |  |  |
|  |                                             |  |  |  |  |  |  |  |  |  |  |  |  |  |  |  |
|  |                                             |  |  |  |  |  |  |  |  |  |  |  |  |  |  |  |
|  | Elisabet de Baviera                         |  |  |  |  |  |  |  |  |  |  |  |  |  |  |  |
|  |                                             |  |  |  |  |  |  |  |  |  |  |  |  |  |  |  |
|  |                                             |  |  |  |  |  |  |  |  |  |  |  |  |  |  |  |
|  | Cristina de Dinamarca                       |  |  |  |  |  |  |  |  |  |  |  |  |  |  |  |
|  |                                             |  |  |  |  |  |  |  |  |  |  |  |  |  |  |  |
|  |                                             |  |  |  |  |  |  |  |  |  |  |  |  |  |  |  |
|  | Maximilià I del Sacre Imperi Romanogermànic |  |  |  |  |  |  |  |  |  |  |  |  |  |  |  |
|  |                                             |  |  |  |  |  |  |  |  |  |  |  |  |  |  |  |
|  |                                             |  |  |  |  |  |  |  |  |  |  |  |  |  |  |  |
|  | Felip I de Castella                         |  |  |  |  |  |  |  |  |  |  |  |  |  |  |  |
|  |                                             |  |  |  |  |  |  |  |  |  |  |  |  |  |  |  |
|  |                                             |  |  |  |  |  |  |  |  |  |  |  |  |  |  |  |
|  | Maria de Borgonya                           |  |  |  |  |  |  |  |  |  |  |  |  |  |  |  |
|  |                                             |  |  |  |  |  |  |  |  |  |  |  |  |  |  |  |
|  |                                             |  |  |  |  |  |  |  |  |  |  |  |  |  |  |  |
|  | Elisabet d'Àustria                          |  |  |  |  |  |  |  |  |  |  |  |  |  |  |  |
|  |                                             |  |  |  |  |  |  |  |  |  |  |  |  |  |  |  |
|  |                                             |  |  |  |  |  |  |  |  |  |  |  |  |  |  |  |
|  | Ferran II d'Aragó                           |  |  |  |  |  |  |  |  |  |  |  |  |  |  |  |
|  |                                             |  |  |  |  |  |  |  |  |  |  |  |  |  |  |  |
|  |                                             |  |  |  |  |  |  |  |  |  |  |  |  |  |  |  |
|  | Joana I de Castella                         |  |  |  |  |  |  |  |  |  |  |  |  |  |  |  |
|  |                                             |  |  |  |  |  |  |  |  |  |  |  |  |  |  |  |
|  |                                             |  |  |  |  |  |  |  |  |  |  |  |  |  |  |  |
|  | Isabel I de Castella                        |  |  |  |  |  |  |  |  |  |  |  |  |  |  |  |
|  |                                             |  |  |  |  |  |  |  |  |  |  |  |  |  |  |  |
|  |                                             |  |  |  |  |  |  |  |  |  |  |  |  |  |  |  |

S'havia casat a París el 22 de gener de 1559 amb Clàudia de França, filla d'Enric II de França i de Caterina de Mèdici (1547 - 1575), del qual havia tingut nou fills:
- Enric II (1563 - 1624), duc de Lorena i de Bar
- Cristina (1565 - 1637), casada el 1589 amb Ferran I de Mèdici, gran duc de Toscana (1549 - 1609)
- Carles de Lorena (1567 - 1607), cardenal de Lorena, bisbe de Metz (1578-1607), després bisbe d'Estrasburg (1604-07)
- Antonieta (1568 - 1610), casada el 1599 amb Joan Guillem (1562 - 1609), duc de Jülich i de Berg
- Anna (1569 - 1576)
- Francesc (1572 - 1632), comte de Vaudémont, després duc de Lorena i de Bar,
- Caterina (1573 - 1648), abadessa de Remiremont,
- Elisabet (1574 - 1636), casada el 1599 amb Maximilià I (1573 - 1651), elector de Baviera
- Clàudia (1574 - 1576)

Fill il·legítim:
- Carles de Remoncourt (?, - 1648), il·legítim, abat de Lunéville i de Senones